# Alidaunia
Alidaunia is een Italiaanse luchtvaartmaatschappij met thuisbasis in Foggia. Zij verzorgt de verbinding tussen Foggia en enkele eilanden voor de kust. Alidaunia werd opgericht in 1976.

## Bestemmingen
Aolidaunia voert lijnvluchten uit naar: (juli 2007)
- Foggia, Isole Termiti, Peschici, San G.Rotondo, Vieste.

## Vloot
De vloot van Alidaunia bestaat uit: (september 2007}
- 1 ATR-42-300